# Charles Schauffler
Charles Schauffler, né le 16 novembre 1893 à Schaerbeek (Belgique) et mort le 4 mai 1951 à Paris 7e, est un homme politique français.

## Biographie
Issu d'une famille de petite bourgeoisie, Charles Schauffler suit des études d'ingénieur en travaux publics quand il est mobilisé et participe à la Première Guerre mondiale. Sous-officier, il participe à la bataille de Verdun et à celle de la Marne. Son attitude pendant le conflit lui vaut la croix de guerre et la légion d'honneur à titre militaire.
Après la guerre, il entame une carrière de cadre dans diverses entreprises commerciales, avant de fonder la sienne, en 1930. Durant cette période, il s'engage en politique, plutôt du côté de la droite nationaliste, voire extrême. Il est notamment adhérent des Croix-de-Feu. Il est élu maire adjoint du 12e arrondissement de Paris.
Il est mobilisé au début de la Seconde Guerre mondiale, puis rendu à la vie civile à la fin du mois de juillet 1940. Il fonde alors une association d'aide aux familles de prisonniers et, clandestinement, participe à un réseau aidant des familles juives à passer en « zone libre ». Il entre dans la résistance au sein de l'organisation Ceux de la Résistance.
Après la guerre, réinstallé dans ses fonctions municipales, il participe à la création du Parti républicain de la liberté, dont il est le secrétaire général. Candidat en seconde position sur une liste de droite pour l'élection de la première assemblée constituante, en octobre 1945, il n'est pas élu.
L'année suivante, il mène la liste du PRL dans la troisième circonscription de la Seine et, obtenant 11,7 % des voix, est élu député. En novembre, avec 9,1 % des voix, il conserve son mandat.
De 1948 à 1951, il est questeur de l'Assemblée nationale. Il intervient dans ces fonctions à de nombreuses reprises pour contester le recours aux séances de nuit et réclamer une organisation des débats qui en limite la durée, et ce à des fins d'économie budgétaire.
Comme député, il dépose plusieurs textes, sur des sujets assez variés, et intervient très régulièrement à la tribune. Il défend une orientation politique clairement libérale, se faisant notamment le défenseur du petit commerce. C'est le cas lors des débats sur le ravitaillement, de l'été 1946 à la fin 1947, où il s'oppose à une « étatisation » de l'approvisionnement.
Pendant tout son mandat, il va mener une campagne contre les coopératives, qu'il estime faire de la concurrence déloyale au petit commerce.
Bien qu'engagé dans le gaullisme (il rejoint l'intergroupe RPF à sa création), il se fait remarquer par une intervention dans laquelle il demande que des « conditions plus humaines » de détention soient accordées à Philippe Pétain.
Il meurt brutalement, en cours de mandat, en mai 1951, alors qu'il envisageait de se porter candidat à sa réélection sous l'étiquette du RPF.

## Détail des fonctions et des mandats
Mandats parlementaires
- 2 juin 1946 - 27 novembre 1946 : Député de la Seine
- 10 novembre 1946 - 4 mai 1951 : Député de la Seine